# 小行星11583
小行星11583（11583 Breuer）是一颗绕太阳运转的小行星，为主小行星带小行星。该小行星于1994年8月12日发现。

## 轨道参数
小行星11583的轨道半长轴为2.9825830 UA，离心率为0.143。